# Cérébrolysine
La cérébrolysine (nom de code de développement FPF-1070) est un mélange de peptides dérivés du cerveau de porc, modifié à l'aide d'enzymes. Ses constituants peuvent inclure le facteur neurotrophique dérivé du cerveau (BDNF), le facteur neurotrophique dérivé de la lignée cellulaire gliale (GDNF), le facteur de croissance nerveuse (NGF), et le facteur neurotrophique ciliaire (CNTF).
La cérébrolysine a été étudiée pour être utilisé avec une grande variété de troubles neurodégénératifs, y compris les lésions cérébrales traumatiques,, la schizophrénie, la sclérose en plaques, la paralysie cérébrale , la démence vasculaire, la maladie d'Alzheimer et les lésions de la moelle épinière, bien que la recherche soit encore préliminaire. Cependant, il est suggéré que ce traitement ne présente aucun avantage dans le traitement de l'AVC aigu. Il est a noté également un taux accru d'effets indésirables nécessitant une hospitalisation.
En 2021, l'Académie européenne de neurologie et la Fédération européenne des sociétés de neuroréhabilitation publie des recommandations sur le soutien pharmacologique en rééducation motrice précoce après un AVC ischémique aigu qui conseillent la cérébrolysine,.
Il s'agit d'un nootrope considéré comme potent mais dangereux.

## Mécanismes d'action
Des études in vitro et animales suggèrent des effets nootropique et neurotrophes de la cérébrolysine similaires aux facteurs neurotrophes endogènes, bien que sa pharmacodynamie spécifique ne soit pas claire. Des études sur la démence suggèrent une diminution des dépôts de protéines bêta-amyloïde, protéine qui est supposé responsable de la maladie d'alzheimer, bien que cela aie été remis en cause depuis 2022,.

## Histoire
La cérébrolysine est utilisée en Russie, en Europe de l'Est, en Chine et dans d'autres pays post-soviétiques et asiatiques. Elle est inscrite sur la liste des médicaments vitaux et essentiels (ЖНВЛС, en écriture latine JNVLS) en Russie depuis 1992.
La cérébrolysine n'est pas un médicament vendu aux États-Unis, ou en France.